# Casas de Haro (kommunhuvudort)
Casas de Haro är en kommunhuvudort i Spanien.   Den ligger i provinsen Provincia de Cuenca och regionen Kastilien-La Mancha, i den centrala delen av landet, 170 km sydost om huvudstaden Madrid. Casas de Haro ligger 724 meter över havet och antalet invånare är 837.
Terrängen runt Casas de Haro är platt. Runt Casas de Haro är det ganska glesbefolkat, med 34 invånare per kvadratkilometer. Närmaste större samhälle är San Clemente, 15,5 km nordväst om Casas de Haro. Trakten runt Casas de Haro består till största delen av jordbruksmark.